# Oktoberrajon (Kaliningrad)
Der Oktoberrajon (russisch Октябрьский район, Oktjabrski rajon) ist der Name eines ehemaligen Verwaltungsbezirkes der Stadt Kaliningrad (Königsberg (Preußen)), der Hauptstadt der russischen Oblast Kaliningrad.

## Geographische Lage

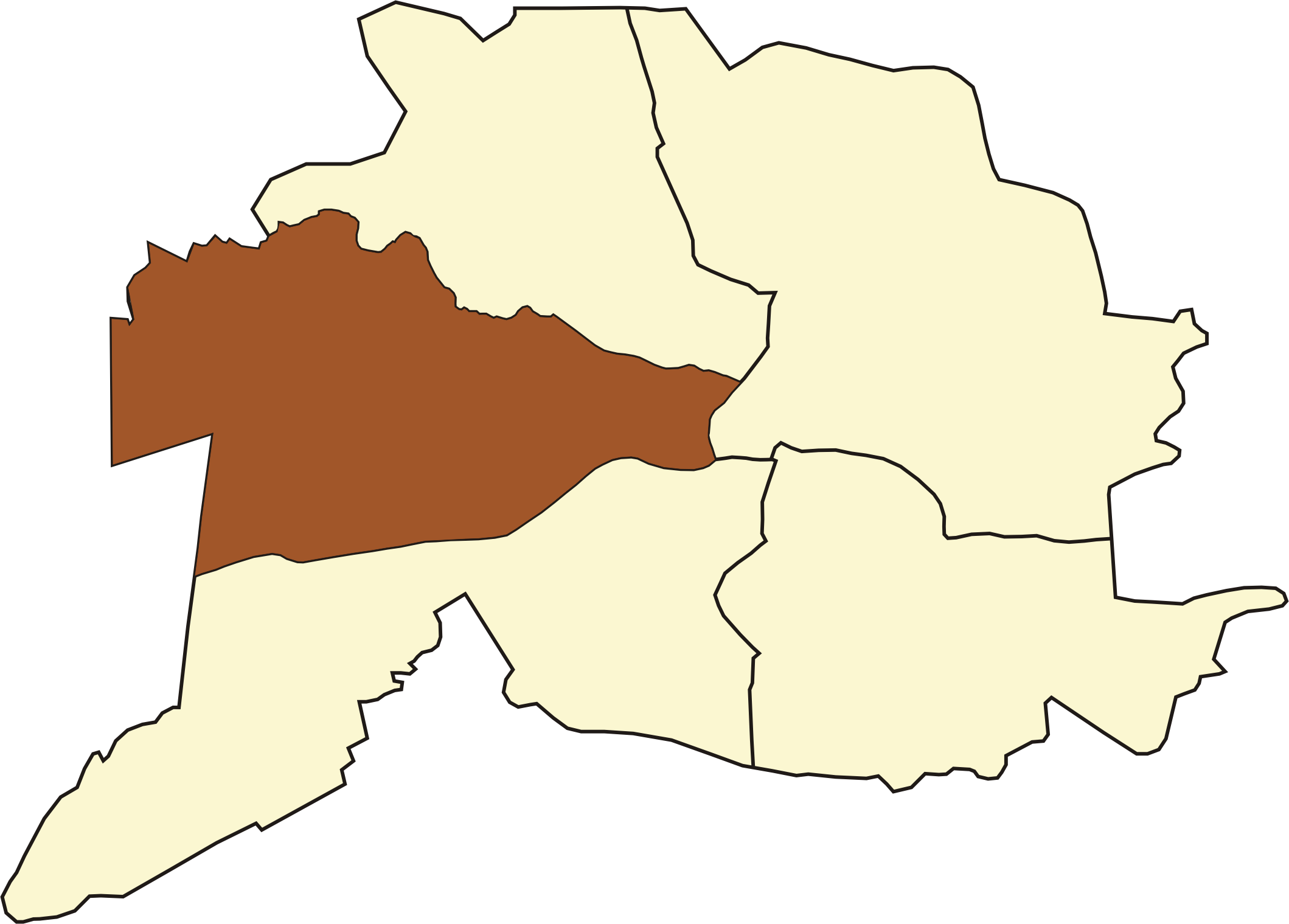
Der Oktoberrajon im Stadtgebiet Kaliningrads

Der Oktoberrajon Kaliningrads lag nördlich des Pregel (russisch: Pregolja) im Westen der Stadt und umschloss eine Fläche von 41 km² mit 43.300 Einwohnern. Er grenzte im Westen an die Landgemeinde Pereslawskoje (Drugehnen) im Rajon Selenogradsk, im Norden an den Zentralrajon, im Osten an den Leningrader Rajon und im Süden an den Baltischen Rajon.

## Geschichte
Am 25. Juli 1945 wurden in der Stadt Kaliningrad vier Verwaltungsbezirkes gebildet: der Baltische Rajon, der Leningrader Rajon, der Moskauer Rajon und der Stalingrader Rajon. Im Jahre 1952 wurde aus dem Stalingrader Rajon der Zentralrajon herausgelöst.
Den Stalingrader Rajon nannte man 1961 in Oktoberrajon um.
Am 29. Juni 2009 wurden die fünf damals bestehenden Stadtbezirke in drei umgegliedert. Während der Baltische Rajon im Moskauer Rajon aufging, wurde der Oktoberrajon nach 48 Jahren seines Bestehens in den Zentralrajon eingegliedert, der nun wieder die Größe des früheren Stalingrader Rajons hat.

## Eingegliederte ehemalige Stadtteile Königsbergs
In den Oktoberrajon waren von den früheren Stadtteilen Königsbergs eingegliedert:
| Deutscher Name | Russischer Name |  | Deutscher Name | Russischer Name                            |
| -------------- | --------------- |  | -------------- | ------------------------------------------ |
| Amalienau      |                 |  | Marienberg     | Mendelejewo                                |
| Groß Holstein  | Pregolski       |  | Metgethen      | Possjolok imeni Alexandra Kosmodemjanskowo |
| Juditten       | Mendelejewo     |  | Moditten       | Possjolok imeni Alexandra Kosmodemjanskowo |
| Kosse          |                 |  | Rathshof       | Wosduschny                                 |
| Lawsken        | Mendelejewo     |  | Wilky          | Mendelejewo                                |